# Línea 19 (TUC Pamplona)
| 19 | Burlata ↔ Erripagaña ↔ Barañain Burlada ↔ Erripagaña ↔ Barañáin |

La línea 19 del Transporte Urbano Comarcal de Pamplona (EHG/TUC) es una línea de autobús urbano que conecta Burlada y Erripagaña con Barañáin a través de Pamplona.
A lo largo de su recorrido conecta lugares importantes como el Parque Yamaguchi, la Biblioteca y Filmoteca de Navarra, el Conservatorio Profesional de Música Pablo Sarasate, el Complejo Hospitalario de Navarra, el Mercado de Ermitagaña y la Ciudadela de Pamplona.

## Historia
La línea abrió como consecuencia de la unificación y expansión del Transporte Urbano Comarcal en el año 1999. Unía entonces Barañáin con la Calle Monjardin, a través de Iturrama y Milagrosa.
En febrero de 2015 se amplía el recorrido de la línea desde Monjardin hasta Erripagaña
En septiembre de 2017 la línea se amplió dos paradas más para adentrarse en el barrio de Erripagaña.
Desde entonces, la línea conoce una gran afluencia de pasajeros que la hace blanco de numerosas críticas al no disponer de mejor frecuencia.
En septiembre de 2025 se extendió hasta el casco urbano de Burlada.

## Explotación

### Frecuencias
La línea está operativa todos los días del año. Estas son las frecuencias:
- Laborables: 15' (de 06:20 a 22:15)
- Sábados: 15' (de 06:32 a 22:15)
- Domingos y festivos: 20' (de 06:25 a 22:20)

### Recorrido
Todos los autobuses realizan todo el recorrido.

## Paradas
|  | Parada                                                  | Parada | Parada | Parada | Parada                                                      | Municipio | Correspondencia |  |
|  | ------------------------------------------------------- | ------ | ------ | ------ | ----------------------------------------------------------- | --------- | --------------- |  |
|  | Avenida Maria Azcarate (frente nº13)                    |        | ■      |        | Maria Azkarate etorbidea (13aren parean)                    | Burlada   |                 |  |
|  | Avenida Maria Azcarate (instituto)                      |        | ■      |        | Maria Azkarate etorbidea (institutua)                       | Burlada   |                 |  |
|  | Calle Amsterdam (Calle Roma)                            |        | ■      |        | Amsterdam kalea (Erroma kalea)                              | Huarte    |                 |  |
|  | Calle de Lisboa (Calle Ámsterdam)                       |        | ■      |        | Lisboako Kalea (Amsterdam Kalea)                            | Burlada   |                 |  |
|  | Calle de Lisboa nº1                                     |        | ■      |        | Lisboako Kalea 1                                            | Burlada   | 20              |  |
|  | Avenida de Erripagaña (Calle Berlín)                    |        | ■      |        | Erripagañako Etorbidea (Berlin Kalea)                       | Burlada   | 20              |  |
|  | Calle de Atenas (Avenida Erripagaña)                    |        | ■      |        | Atenasko Kalea (Erripagaña Etorbidea)                       | Pamplona  |                 |  |
|  | Calle de Madrid (frente nº6)                            |        | ■      |        | Madrilgo Kalea (6aren parean)                               | Pamplona  |                 |  |
|  | Carretera Sarriguren nº11                               |        | ■      |        | Sarriguren Errepidea 11                                     | Pamplona  | 18 20 23        |  |
|  | Carretera Sarriguren (Calle Fuente de la Teja)          |        | ■      |        | Sarriguren Errepidea (Teilako Iturria Kalea)                | Pamplona  | 18 20 23        |  |
|  | Calle Monte Monjardín (Calle Media Luna)                |        | ■      |        | Deiumendi Kalea (Media Luna Kalea)                          | Pamplona  |                 |  |
|  | Calle Monte Monjardín nº12                              |        | ■      |        | Deiumendi Kalea 12                                          | Pamplona  | 1 6 9           |  |
|  | Calle de Blas de Laserna nº6                            |        | ■      |        | Blas de Lasernaren Kalea 6                                  | Pamplona  |                 |  |
|  | Calle Blas de Laserna (Calle Sebastián Albero)          |        | ■      |        | Blas de Lasernaren Kalea (Sebastian Albero Kalea)           | Pamplona  |                 |  |
|  | Calle Río Queiles nº9                                   |        | ■      |        | Queiles Ibaia Kalea 9                                       | Pamplona  | 5 11 16         |  |
|  | Calle Buenaventura Iñiguez nº8                          |        | ■      |        | Iñigez Kalea 8                                              | Pamplona  | 5               |  |
|  | Calle de Iturrama (frente nº11)                         |        | ■      |        | Iturramako Kalea (11aren parean)                            | Pamplona  | 2 5 23          |  |
|  | Calle de Iturrama nº24                                  |        | ■      |        | Iturramako Kalea 24                                         | Pamplona  | 2               |  |
|  | Calle de Iñigo Arista nº7                               |        | ■      |        | Eneko Aritzaren Kalea 7                                     | Pamplona  |                 |  |
|  | Avenida de Sancho el Fuerte (frente nº61)               |        | ■      |        | Antso Azkarraren Etorbidea (61aren parean)                  | Pamplona  | 1               |  |
|  | Avenida de Sancho el Fuerte nº24                        |        | ■      |        | Antso Azkarraren Etorbidea 24                               | Pamplona  | 4 15 18         |  |
|  | Avenida de Sancho el Fuerte (Avenida Barañáin)          |        | ■      |        | Antso Azkarraren Etorbidea (Barañain Etorbidea)             | Pamplona  | 7 12 24         |  |
|  | Avenida de Barañáin (frente nº19)                       |        | ■      |        | Barañaingo Etorbidea (19aren parean)                        | Pamplona  | 7 12 24         |  |
|  | Avenida de Barañáin nº52                                |        | ■      |        | Barañaingo Etorbidea 52                                     | Pamplona  | 7               |  |
|  | Avenida de Barañáin (frente Hospital Virgen del Camino) |        | ■      |        | Barañaingo Etorbidea (Bide Birjiniaren Ospitalearen parean) | Pamplona  | 4 7             |  |
|  | Calle Irunlarrea (Paseo Premin de Pamplona)             |        | ■      |        | Irunlarrea Kalea (Iruñekoa Premin Pasealekua)               | Pamplona  |                 |  |
|  | Calle de Ermitagaña nº46                                |        | ■      |        | Ermitagaña Kalea 46                                         | Pamplona  | 12 24           |  |
|  | Avenida Central (Calle Miluze)                          |        | ■      |        | Erdia Etorbidea (Miluze Kalea)                              | Barañáin  |                 |  |
|  | Avenida Central (Plaza de la Paz)                       |        | ■      |        | Erdia Etorbidea (Pakearen Plaza)                            | Barañáin  |                 |  |
|  | Avenida Central nº14                                    |        | ■      |        | Erdia Etorbidea 14                                          | Barañáin  | 4               |  |
|  | Avenida Central nº38                                    |        | ■      |        | Erdia Etorbidea 38                                          | Barañáin  | 4               |  |
|  | Avenida El Valle (Parque Constitución)                  |        | ■      |        | Ibarra Etorbidea (Osaketa Parkea)                           | Barañáin  | 4               |  |
|  |                                                         |        |        |        |                                                             |           |                 |  |
|  | Avenida El Valle (Parque Constitución)                  |        | ■      |        | Ibarra Etorbidea (Osaketa Parkea)                           | Barañáin  | 4               |  |
|  | Avenida Central (frente nº34)                           |        | ■      |        | Erdia Etorbidea (34aren parean)                             | Barañáin  | 4               |  |
|  | Avenida Central (Instituto)                             |        | ■      |        | Erdia Etorbidea (Institutua)                                | Barañáin  | 4               |  |
|  | Avenida Central (Plaza San Cristóbal)                   |        | ■      |        | Erdia Etorbidea (San Kristobal Plaza)                       | Barañáin  |                 |  |
|  | Avenida Central (Calle Miluze)                          |        | ■      |        | Erdia Etorbidea (Miluze Kalea)                              | Barañáin  |                 |  |
|  | Calle de Ermitagaña nº25                                |        | ■      |        | Ermitagaña Kalea 25                                         | Pamplona  | 12 24           |  |
|  | Calle Irunlarrea (Paseo Premin de Pamplona)             |        | ■      |        | Irunlarrea Kalea (Iruñekoa Premin Pasealekua)               | Pamplona  |                 |  |
|  | Avenida de Barañáin (Hospital Virgen del Camino)        |        | ■      |        | Barañaingo Etorbidea (Bide Birjiniaren Ospitalea)           | Pamplona  | 4 7             |  |
|  | Avenida de Barañáin (Parque Yamaguchi)                  |        | ■      |        | Barañaingo Etorbidea (Yamaguchi Parkea)                     | Pamplona  | 7               |  |
|  | Avenida de Barañáin nº17                                |        | ■      |        | Barañaingo Etorbidea 17                                     | Pamplona  | 7 12 24         |  |
|  | Avenida de Sancho el Fuerte nº75                        |        | ■      |        | Antso Azkarraren Etorbidea 75                               | Pamplona  |                 |  |
|  | Avenida de Sancho el Fuerte nº71                        |        | ■      |        | Antso Azkarraren Etorbidea 71                               | Pamplona  | 4 15 18         |  |
|  | Calle de Iñigo Arista (Avenida Sancho el Fuerte)        |        | ■      |        | Eneko Aritzaren Kalea (Antso Azkarra Etorbidea)             | Pamplona  | 1               |  |
|  | Calle de Iñigo Arista nº20                              |        | ■      |        | Eneko Aritzaren Kalea 20                                    | Pamplona  |                 |  |
|  | Calle de Iturrama (Plaza Felix Huarte)                  |        | ■      |        | Iturramako Kalea (Felix Huarte Plaza)                       | Pamplona  | 2               |  |
|  | Calle de Iturrama nº15                                  |        | ■      |        | Iturramako Kalea 15                                         | Pamplona  | 2 5 23          |  |
|  | Calle Buenaventura Iñiguez (Plaza Maestro Turrillas)    |        | ■      |        | Iñigez Kalea (Turrillas Maisua Plaza)                       | Pamplona  | 5               |  |
|  | Calle Río Queiles (Plaza La Pamplonesa)                 |        | ■      |        | Queiles Ibaia Kalea (Iruindarra Plaza)                      | Pamplona  | 5 11 16         |  |
|  | Calle Blas de Laserna (Plaza Ilargi Enea)               |        | ■      |        | Blas de Lasernaren Kalea (Ilargi Enea Plaza)                | Pamplona  |                 |  |
|  | Calle Blas de Laserna (Parque Tomás Caballero)          |        | ■      |        | Blas de Lasernaren Kalea (Tomas Caballero Parkea)           | Pamplona  | 1 6 9           |  |
|  | Calle Monte Monjardín (frente nº12)                     |        | ■      |        | Deiumendi Kalea (12aren parean)                             | Pamplona  |                 |  |
|  | Calle Monte Monjardín (Calle Aoiz)                      |        | ■      |        | Deiumendi Kalea (Agoitz Kalea)                              | Pamplona  |                 |  |
|  | Carretera Sarriguren (Calle Fuente de la Teja)          |        | ■      |        | Sarriguren Errepidea (Teilako Iturria Kalea)                | Pamplona  | 18 20 23        |  |
|  | Carretera Sarriguren (frente nº11)                      |        | ■      |        | Sarriguren Errepidea (11aren parean)                        | Pamplona  | 18 20 23        |  |
|  | Calle de Madrid nº4                                     |        | ■      |        | Madrilgo Kalea 4                                            | Pamplona  |                 |  |
|  | Calle de Atenas (Calle Madrid)                          |        | ■      |        | Atenasko Kalea (Madril Kalea)                               | Pamplona  |                 |  |
|  | Avenida de Erripagaña (Calle Berlín)                    |        | ■      |        | Erripagañako Etorbidea (Berlin Kalea)                       | Burlada   | 20              |  |
|  | Calle de Lisboa (Avenida Erripagaña)                    |        | ■      |        | Lisboako Kalea (Erripagaña Etorbidea)                       | Burlada   | 20              |  |
|  | Calle de Lisboa (Calle Ámsterdam)                       |        | ■      |        | Lisboako Kalea (Amsterdam Kalea)                            | Burlada   |                 |  |
|  | Calle Amsterdam (Calle Roma)                            |        | ■      |        | Amsterdam kalea (Erroma kalea)                              | Huarte    |                 |  |
|  | Avenida Maria Azcarate (tanatorio)                      |        | ■      |        | Maria Azkarate etorbidea (beilatokia)                       | Burlada   |                 |  |
|  | Avenida Maria Azcarate (frente nº13)                    |        | ■      |        | Maria Azkarate etorbidea (13aren parean)                    | Burlada   |                 |  |

## Tráfico
| Año  | Pasajeros | Variación |
| ---- | --------- | --------- |
| 2018 | 1 679 053 | ▲ 6,7%    |
| 2019 | 1 792 051 | ▲ 6,7%    |

## Futuro
Aunque no oficialmente, se ha propuesto mejorar las frecuencias de la línea y crear una extensión hacia Mendillorri.